# 2024年アメリカ合衆国選挙
2024年アメリカ合衆国選挙（2024ねんアメリカがっしゅうこくせんきょ）は、主に2024年11月5日に行われる予定である。大統領選挙が行われるとともに、連邦下院435議席、連邦上院100議席のうち33議席が改選され、また、13の州と準州の知事およびその他の州と地方選挙が行われる。

## 連邦選挙

### 大統領選挙
60回目のアメリカ合衆国大統領選挙が予定されている。現行の選挙人分布は2020年の国勢調査により決定された。大統領に当選するには選挙人538票のうち過半数の270票以上が必要である。

### 民主党からの出馬表明者
現職大統領のジョー・バイデンは2期目を目指して立候補することができ、2023年4月25日、立候補を正式に表明した。
2024年7月21日にバイデンは撤退を表明、現職副大統領のカマラ・ハリスの支持を表明した。

### 共和党からの出馬表明者
- ドナルド・トランプ：2022年11月15日、フロリダ州にある別邸マー・ア・ラゴにおける演説で出馬を正式表明[4]。2020年の大統領選挙に敗れてから、非連続の2期目を目指すことになる。

- ロン・デサンティス（フロリダ州知事）：2023年5月24日、Twitterに投稿した動画で出馬を正式表明[5]。

- フランシス・スアレス（フロリダ州マイアミ市長）：2023年6月15日、出馬を宣言[6]。

### 連邦議会選挙

#### 上院
第1部の上院議員が改選される予定であり、他の2つの部で欠員が生じれば特別選挙も行われる。

#### 下院
下院議員435議席と首都コロンビア特別区やプエルトリコを含む海外領土の議員（投票権がない）が改選される予定である。

## 州選挙

### 州知事選挙
50州のうちの8州と2準州で州知事選挙が行われる予定であり、州や準州の憲法により必要とされるならば、州知事が空席になった州や準州で特別選挙が行われる。

## 地方選挙

### 市長選挙
2024年には多くの大都市で市長選が行われる。

#### 立候補資格がある現職
- ボルチモア: ブランドン・スコット(民主党)
- コーパスクリスティ:  ポーレット・グアジャルド(民主党)
- エルパソ: オスカー・リーザー (民主党)
- フレズノ: ジェリー・ダイアー (共和党)
- マイアミ・デイド郡:  ダニエラ・レヴィーン・カヴァ (民主党)
- ミルウォーキー:  キャバリア・ジョンソン (民主党)
- ホノルル: リック・ブランジャーディ (無所属)
- フェニックス: ケイト・ギャレゴ (民主党)
- ポートランド:  テッド・ウィーラー (民主党)
- ソルトレイクシティ:  ジェニー・ウィルソン (民主党)
- サンディエゴ:  トッド・グロリア (民主党)
- ストックトン:  ケビン・リンカーン (共和党)

#### 多選制限または引退の現職
- ラスベガス:  キャロリン・グッドマン (無所属)
- リッチモンド:  レバー・ストーニー (民主党)